# Flabellum atlanticum
Flabellum atlanticum är en korallart som beskrevs av Stephen D. Cairns 1979. Flabellum atlanticum ingår i släktet Flabellum och familjen Flabellidae. Inga underarter finns listade i Catalogue of Life.